# فوتوسكيب
فوتوسكيب هو برنامج رسوميات طور بواسطة شركة مووتيي تيتش، كوريا. المبدأ الأساسي للبرنامج هو السهولة والمرح، ولذلك يسمح البرنامج لمستخدميه بتحرير الصور التي التقطوها بواسطة كمراتهم أو حتى بواسطة هواتفهم المحمولة. يأتي البرنامج بواجهة بسيطة تسمح للمستخدمين بعمل تحسنات على الصور وتشمل عمل تحسينات على الوان الصور، القص، اللعب بحجم الصور، وعمل تاثيرات على الصور. يدعم البرنامج منصات ويندوز وماك من ابل. كماهناك نسخة تتوفر لنظام لينكس. اللغتا الاساسية للبرنمامج هي الإنجليزية والكورية لكن يستطيع المستخدم تنزيل حزم لغات اضافية.

## المزايا
عارض صور، تصفح وتنظيم الصور.
محرر صور، تحسين ومعادلة الألوان، تصغير وتكبير، وعمل مؤثرات.
محرر صور لمجموعة، حرر مجموعة من الصور دفعة واحدة، وتغيير الأسم لمجموعة من الصور بكبسة زر.
منشئ صفحات، جمع مجموعة صور ووضعها كملصق.
مؤثرات، عمل مؤثرات للصور، مثلا أجمع مجموعة من الصور في صورة وجعلها تتحرك (صورة متحركة).
طباعة، طباعة الصور باحترافية، مثلا مجموعة صور متعلقة بمناسبة خاصة مثل حفلة التخرج.
خذ لقطة شاشاة.
ملتقط الألوان، التقط لون من صفحة أو صورة أعجبتك وقم باستخدامه.
محول الصور، حول الصور إلى امتداد جيه بيه إيه جي.
باحث الوجوه، أبحث عن وجه معين في الصورة عبر الإنترنت.

## الاصدارات
| الاصدار | تاريخ الاصدار   | أهم التحديثات |
| ------- | --------------- | --- |
| 3.1     | 28 مايو، 2008   | الاصدار الاساسي |
| 3.2     | 9 أكتوبر، 2008  | العديد من المزايا الجديدة والدعم لأكثر من 19                                                                                 |
| 3.3     | 5 يناير، 2009   | العديد من المزايا الجديدة، التحسينات، الأدوات والدعم وصل لأكثر من 32 لغة.                                                    |
| 3.4     | 28 أغسطس، 2009  | العديدمن المزايا الجديدة، التحسينات، والدعم لدقة عرض شاشة (1024×600) مع دعم 2 لغة.                                           |
| 3.5     | 24 مايو، 2010   | العديد من التحسينات والمزايا الجديدة، ايقاف الدعم عن ويندوز 95 ووويندوز ميلينيوم، والبدء بدعم ويندوز 7، فيستا، ودعم 34 لغة.  |
| 3.6     | 21 ديسمبر، 2011 | العديد من المزايا الجديدة والتحسينات ودعم 37 لغة.                                                                            |
| 3.6.1   | 28 فبراير، 2012 | تحسينات عديدة وأدوات جديدة.                                                                                                  |
| 3.6.2   | 23 أبريل، 2012  | تحسينات ودعم لملفات امتداد صورة الخام المنشئ بواسطة الكاميرات الرقمية.                                                       |
| 3.6.3   | 27 ديسمبر، 2012 | عمل تحسينات واضافة خصائص جديدة                                                                                               |
| 3.6.4   | 25 يونيو، 2013  | تحسينات ووظائف جديدة، تحسين خيار رفع الجودة للصور ذات الامتداد جيه بيه إيه جي                                                |
| 3.6.5   | 5 يوليو، 2013   | أصلاح العديد من المشاكل والأخطاء لأداة حدة الصور، واضافة مرشحات لأداة عمل الضباب والتمويه كما تم ترقية اداة الضباب والتمويه. |

## وصلات خارجية
- الموقع الرسمي